# 보비앙역
보비앙역 (Station Beaubien)은 로즈몽-라프티트파트리 지역구에 있는 몬트리올 지하철 오렌지 선 정차역이다. 1966년 10월 14일에 개통한 이 역은 몬트리올 지하철 첫 개통과 동시에 개장하였다.

## 건축 양식
복고풍 건축 양식을 살린 이 역은 대부분이 곡선으로 이루어져있다. 특히 승강장 연결 통로의 볼륨이 일반적인 사각형과 커브 천장 대신 타원형으로 이루어져 있다는 점이 눈에 띈다.
승강장 터널과 연결 통로가 만나는 지점에는 타원형 터널에 평평한 가벽이 설치되어있다. 하지만 평평한 가벽에도 스테인레스 철제 벤치가 설치되어 곡선의 미를 되새긴다. 역 중앙은 연한 색의 콘크리트로 이루어져 있으며 벽에는 갈색과 오렌지색 다트 무늬의 회색 타일이 놓여있다.
연결 통로에서 눈에 띄는 또다른 부분은 계단이 놓여있는 방향인데 왼쪽과 오른쪽 뿐만 아니라 가운데에도 터널을 통해 계단이 놓여있다. 출입구는 흔치 않게 긴 콘크리트 구조물로 주 도로에 있는 임대주택 아파트와 다른 방향으로 출입구가 나있다. 버스 루프를 따라 천정이 있으며 그 뒤에는 거꾸로 된 크나큰 피라미드형 천장이 채광창 역할을 한다.

## 역명 유래
보비앙가 (Rue Beaubien)는 퀘벡에서 가장 크고 오래된 프랑스계 캐나다인 성씨인 보비앙과 연관이 있으며 대부분은 정치, 재무, 인문학에 큰 영향을 미쳤던 사람들이다. 특히 세기말에 피에르 보비앙은 우트르몽 지역의 큰 지주였다.

## 버스 연결편
이 역에서 갈아탈 수 있는 버스 노선은 아래와 같다.
| 노선 | 노선              | 노선                       | 종점              | 종점 | 종점            | 경유지 | 비고                                                                         |
| ---- | ----------------- | -------------------------- | ----------------- | ---- | --------------- | --- | ---------------------------------------------------------------------------- |
| 18   | 보비앙            | Beaubien                   | 생로랑 / 생조티크 | ↔    | 오노레 보그랑역 | 동쪽 - 보비앙역 - 보비앙 / 크리스토프 콜롬 - 보비앙 / 파피노 - 보비앙 / 드로리미에 - 보비앙 / 디베르빌 - 보비앙 / 생미셸 - 보비앙 / 피뇌프 - 보비앙 / 비오 - 보비앙 / 라코르데르 - 보비앙 / 랑젤리에 - 보비앙 / 데갈르리 당주 - 데로제르 / L. H. 라퐁텐 - 오노레 보그랑역 서쪽 - 보비앙역 - 보비앙 / 생로랑 - 생로랑 / 생조티크   | 매일 상시 운행 평일 오전 6시부터 오후 9시까지 양방향 최대 10분 간격으로 운행 |
| 30   | 생드니 / 생튀베르 | Saint-Denis / Saint-Hubert | 앙리 부라사역     | ↔    | 아다데겐 / 비제 | 남쪽 - 보비앙역 - 로즈몽역 - 생드니 / 생조셉 (로리에역) - 몽루아얄역 - 생드니 / 라셸 - 생드니 / 데팽 - 쉐리에 / 베리 (셰르브루크역) - 몬트리올 시외버스 터미널 - 베리-UQAM역 - 베리 / 비제 - 아다데겐 / 비제 북쪽 - 생튀베르 / 보비앙 - 장 탈롱역 - 생튀베르 / 자리 - 생튀베르 / 크레마지 - 생튀베르 / 소베 - STL 앙리 부라사역   | 매일 상시 운행                                                               |
| 31   | 생드니            | Saint-Denis                | 앙리 부라사역     | ↔    | 로즈몽역        | 남쪽 - 생드니 / 보비앙 - 로즈몽역 북쪽 - 생드니 / 보비앙 - 장 탈롱역 - 자리역 - 크레마지역 - 라쥬네스 / 소베 (소베역) - STL 앙리 부라사역 | 매일 상시 운행                                                               |
| 160  | 바클레이          | Barclay                    | 베지나 / 쿨브루크 | ↔    | 보비앙역        | 서쪽 - 보비앙역 - 보비앙 / 생로랑 - 클라크 / 보비앙 - 생튀르뱅 / 베르나르 - 베르나르 / 뒤파크 - 베르나르 / 우트르몽 - 우트르몽 / 밴혼 - 우트르몽역 - 밴혼 / 매캐런 - 매캐런 / 록랜드 - 바클레이 / 드비미 - 바클레이 / 윌더튼 - 바클레이 / 드달링턴 - 바클레이 / 코트데네이주 - 플라몽동역 - 플라몽동 / 데카리 - 베지나 / 쿨브루크 | 매일 상시 운행                                                               |
| 361  | 생드니            | Saint-Denis                | 앙리 부라사역     | ↔    | 플라스다름역    | 남쪽 - 보비앙역 - 370 로즈몽역 - 로리에역 - 368 몽루아얄역 - 생드니 / 라셸 - 356 360 셰리에 / 베리 - 358 747 베리-UQAM역 - 350 355 358 364 베리 / 르네 레베크 - 363 365 플라스다름역 북쪽 - 보비앙역 - 372 장 탈롱역 - 자리역 - 크레마지역 - 378 소베역 - 363 380 앙리 부라사역                                                   | 매일 심야 시간대에 운행                                                      |

## 인근 명소
- 생튀베르 플라자 (Plaza Saint-Hubert)
- CLSC 프티트파트리 (CLSC La Petite-Patrie)
- 라므네 학교 (École La Mennais)

## 역 개선 공사
보비앙역은 2015년 5월 4일부터 8월 30일까지 역 개선 공사를 위해 폐쇄되었다. 이 공사로 석판, 바닥 마감재와 출입구의 방수막을 개조하고, 새로운 환기축을 설치하고, 조명 설비 및 화강암 계단은 물론, 벽 패널과 바닥 석판 교체, 보행로 가장자리와 보도블록을 교체하고, 역 출입구에는 조경을 조성하였다. 역이 폐쇄되는 동안 장 탈롱과 로즈몽역 사이에 셔틀버스가 운행하였다.
2020년 10월 중순부터 보비앙역의 천창을 교체하는 작업이 진행 중이며 이에 따라 버스 정류장이 상황에 따라 이전될 수 있다. 천창 교체 작업은 2021년 겨울에 완공을 앞두고 있다.

## 인접한 역
| STM 오렌지 선          | STM 오렌지 선 | STM 오렌지 선         |
| ---------------------- | ------------- | --------------------- |
| 로즈몽 코트베르튀 방면 | 오렌지 선     | 장 탈롱 몽모랑시 방면 |